# Intel Omni-Path
Intel Omni-Path ist eine Computer-Vernetzungstechnik, die in Konkurrenz zu InfiniBand steht. Die Abkürzung für die Produktfamilie ist OPA (Intel Omni-Path Architecture). Es handelt sich dabei um eine herstellerspezifische Technik, und nicht um einen offenen Standard wie Infiniband. Diese Technik wird im Bereich „High Performance Computing“ eingesetzt.
Intel liefert somit alle Einzelbauteile für die Technik: Host-Bus-Adapter, CPU-Adapter, Kabel und Switches; die Bauteile werden aber vor allem über Partner (Supercomputer-Hersteller) vertrieben.
Es werden standardisierte optische Kabel mit QSFP28-Verbindern verwendet. Zum Erscheinen im November 2015 unterstützt Omni-Path eine maximale Bandbreite von 100 GBit/s und ist damit mit Infiniband-EDR gleichauf.
Die Schnittstelle wird mit den Prozessoren folgender Baureihen unterstützt:
- Intel Xeon (Haswell)
- Intel Xeon (Broadwell)
- Intel Xeon (Skylake)
- Intel Xeon Phi

Das Kommunikationsprotokoll ist eng an InfiniBand angelehnt, hat aber  vor allem 3 wesentliche Änderungen:
- Link Transfer Packet: einfachere Fehlerkorrektur im Link Transfer Layer, verringert Latenz bei kleinen Fehlerraten
- Traffic Flow Optimization: mehrere Nachrichten in ein Paket packen
- Quality of Service: höher priorisierte Nachrichten können laufende Transmissionen unterbrechen

folgende Intel-CPUs sind mit einem in den Prozessor integrierten Anschluss für Omni-Path erhältlich:
- Intel Xeon Phi x200-Fabric-Varianten
- Intel Xeon SP-Fabric-Varianten

Für andere Prozessoren sind auch PCIe 4/8-Lanes (Generation 3.0)-Host-Bus-Adapter für Intel Omni-Path erhältlich.
Intel nutzt beim Xeon SP offenbar die Verbindungen der Prozessoren für einen QPI / UPI - Link für die Omni-Path-Schnittstelle, Xeon SP-Prozessoren mit Omni-Path-Schnittstelle haben jedenfalls nur 2 UPI-Links. Auch die in den Prozessor integrierte OPA-Schnittstelle ist über PCIe angebunden.
Im August 2019 hat Intel bekannt gegeben, dass es die Weiterentwicklung OPA-200 aufgeben wird. Ältere OPA-100 mit 100 Gbps und Multi-railing werden aber weiterhin unterstützt.

## Omni-Path in den TOP500-Supercomputern
| Datum         | Anzahl Systeme |
| ------------- | -------------- |
| Juni 2016     | 08             |
| November 2016 | 20             |
| Juni 2017     | 38             |
| November 2017 | 51             |

Seit dem Erscheinungsdatum (11/2015) kann Intel in den Supercomputer-Listen etliche installierte Systeme mit der Omni-Path-Technik vorweisen, nach eigenen Angaben ca. 50 % der neu installierten Cluster.
Die größte Installation eines Omni-Path-Clusters zur Liste Juni 2017 ist der Oakforest PACS, an 7. Stelle in den TOP500 und das schnellste System in Japan, basierend auf Intel-Xeon-Phi-Prozessoren mit insgesamt 8.208 Rechenknoten.